# San Miguel (Santiago Lachiguiri)
San Miguel se encuentra al suroeste de México, en el estado de Oaxaca  en la región del Istmo de Tehuantepec perteneciendo al municipio de Santiago Lachiguiri.

### Toponimia
San Miguel nombre dado por lo antiguos pobladores en honor al santo patrono San Miguel Arcángel

### Población y Sociedad
La población cuenta con una Colonia denominada Benito Juárez. 
la población cuenta con 1000 habitantes según INEGI. 
Se encuentra constituida por Mixes y Zapotecos.
Las actividades que se realizan en San Miguel son diversas en la cuales destacan Cafetaleros, Agricultores, y ganaderos.
Uno de los principales factores de crecimiento económico, reside en la migración de los pobladores hacia el Norte de México y a los Estados Unidos. Una de las consecuencias de esta migración es  el bajo crecimiento poblacional.  

### Servicios

##### Salud
Con respecto a la Salud cuenta con una clínica rural del Instituto Mexicano del Seguro Social (IMSS) 
cuenta con un médico y dos enfermeras cubriendo horarios de 8:00 a. m. a 1:00 p. m. y de 3:00 p. m. a 6:00 p. m. los 7 días de la semana.

##### Educación
- Preparatoria

Cuenta con El instituto de Bachillerato del Estado de Oaxaca (IEBO) Num. 31 impartiendo clases en horario matutino 
- Secundaria

en la educación básica cuenta con la escuela Telesecundaria 
- Primaria

Cuenta con la Primaria General Melchor Ocampo 
- Preescolar

Cuenta con un preescolar llamado "Revolución"

##### Transporte
En lo que corresponde el transporte no cuenta con uno que sea originario de este pueblo pero, se beneficia con las líneas de transportes que tienen las comunidades circunvecinas que viajan desde el lugar de origen a la Ciudad Ixtepec y viceversa, entre estos se encuentran: un autobús de pasajeros de la comunidad de San José el Paraíso y Redilas de pasajeros denominadas "nisanes" de las comunidades de Santiago Ixcuintepec, Santa Isabel de la reforma, Guigovelaga, Linda vista y el progreso Guevea.

##### Comunicación
En cuanto a comunicación contamos con el servicio de Casetas Telefónicas y centros de ciber Internet's.
dejando en claro que las casetas y ciber's son meramente negocios privados ofreciendo servicios a la comunidad.

##### Energía Eléctrica
Cuenta con una red de energía Eléctrica que distribuye energía al 99.9 % de la población y mantiene el alumbrado público, tomando en cuenta que la estabilidad depende en un 100 % del clima 

##### Agua Potable
La población de San Miguel cuenta con 4 tanques de distribución ;
1. tanque Benito Juárez
2. Tanque Grande
3. Tanque Chico
4. Tanque PRD

Estos últimos empiezan con una toma en dos de los arroyos más puro del territorio de San Miguel llevándolos en tuberías hacia los tanques de almacenamiento y posteriormente a su distribución, cada tanque tiene sus respectivos comités nombrados por la sociedad de cada Tanque los cuales se encargan de vigilar la constancia de agua y proporcionarle limpieza al depósito al menos una vez por semana. Se resalta entonces, que la distribución de este líquido es gestionado en su totalidad por los habitantes de esta localidad. 

##### Cementerio
Cuenta con cementerio denominado Panteón Municipal

### Geografía
Se localiza en la sierra madre oriental 

### Clima
El clima es frío subhúmedo con lluvias en el verano 

### Tradición
- Fiesta Mayor

La fiesta mayor se conmemora los días 6,7 y 8 de mayo
- Fiesta Menor

La Fiesta menos se conmemora los días 27,28 y 20 de septiembre

### Historia
La historia comienza en 1934 año en que se fundó San Miguel siendo una ranchería de Guevea de Humbolt 

### Atractivo Turístico

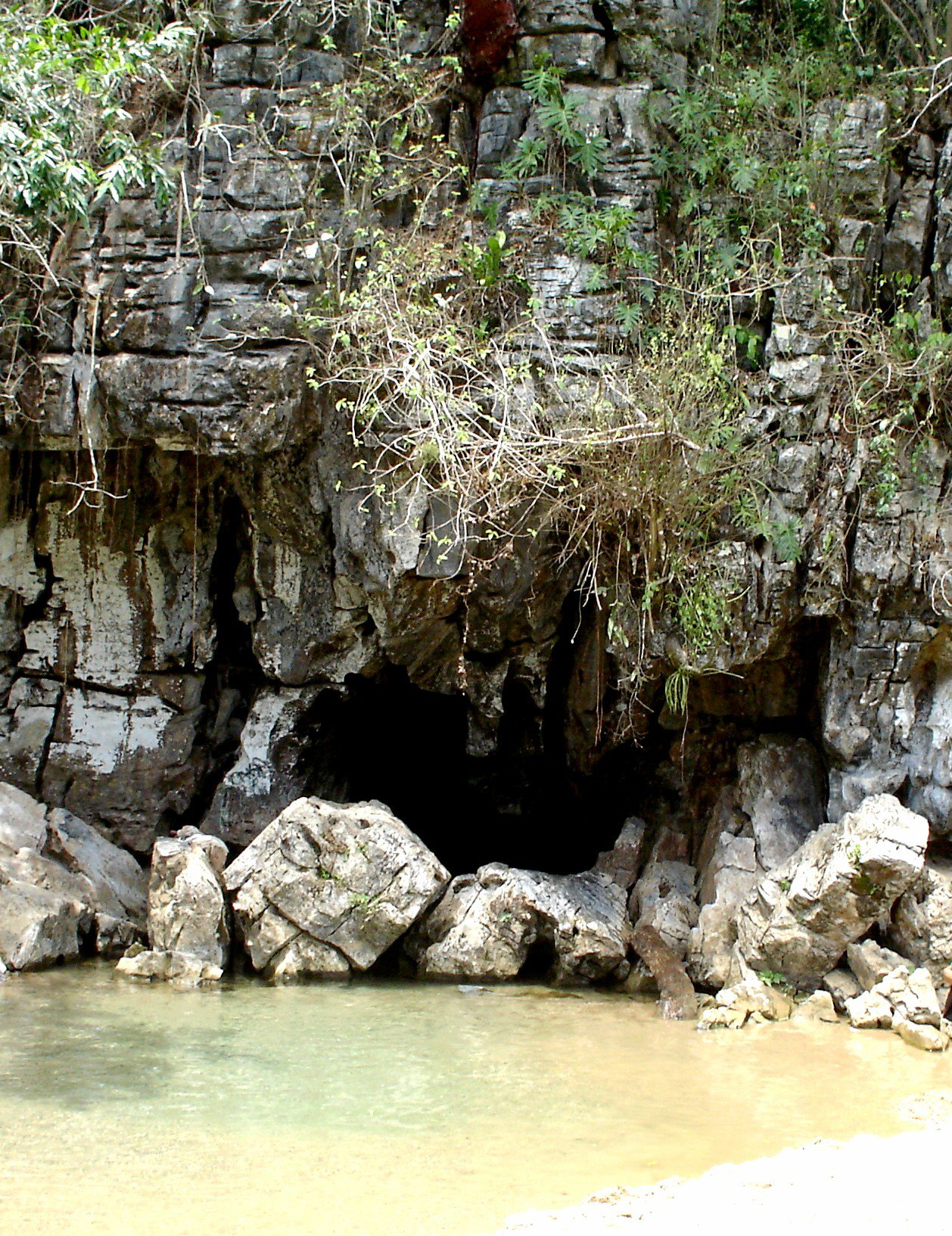

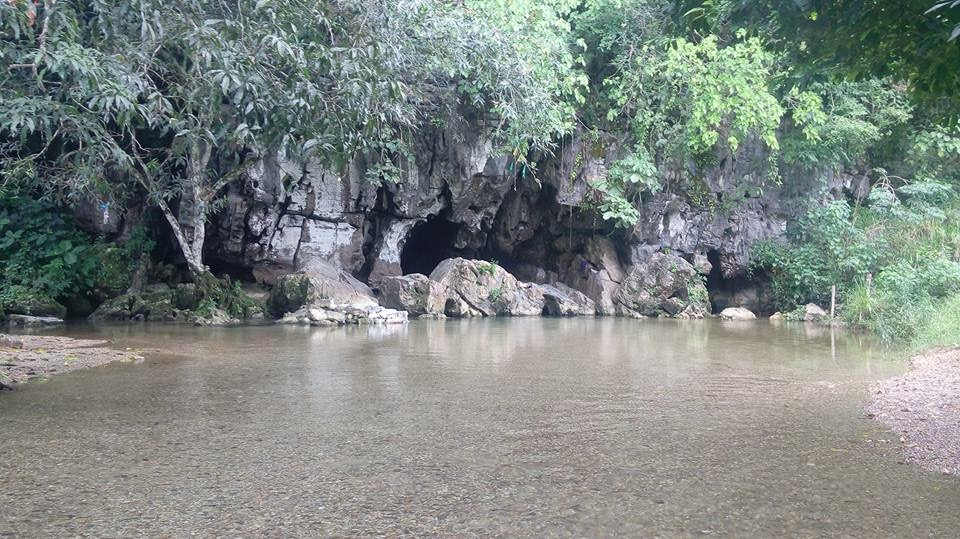
La Cueva

- La cueva en realidad es un "ojo de agua"

que brota desde las entrañas del cerro,
situada a 600m del centro de la comunidad.
en días calurosos contamos con el agua fría
y en días frescos se torna tibia.
.

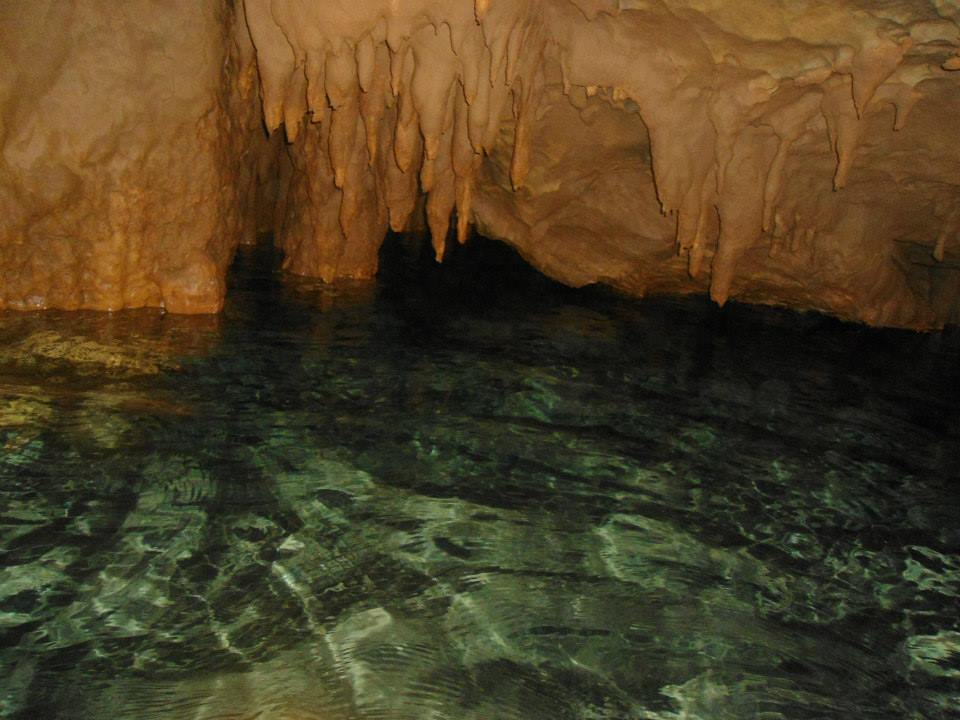
Cueva Obscura

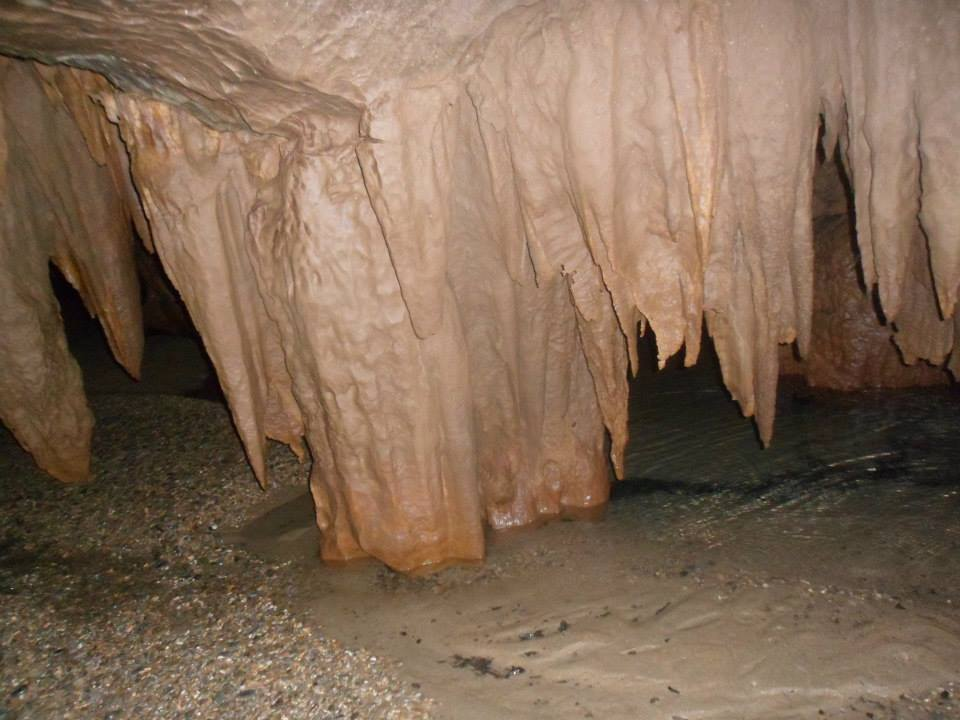

- La Cueva Obscura es un pequeño río subterráneo

de una longitud de 1500 metros que está situado a 
650m del centro de la comunidad, cuenta con una 
entrada de 1.5 m de diámetro, su fácil acceso y las
diversas formas de las estalagmitas son un motivo 
de las visitas .
- Al unirse en agua que brota de la cueva con el río denominado "río Caliente" se puede disfrutar de un fenómeno en el cual consiste que en las superficie es agua fría y por debajo el agua esta tibia.

### Agentes de policía Municipal y Agentes Municipales
- Agentes de Policía Municipal

| Nombre                       | Período |
| ---------------------------- | ------- |
| Nicolás Cortes Chávez        | 1954    |
| Adelaido García              | 1955    |
| Esteban Ortiz López          | 1956    |
| Edmundo Rey Rueda Cortes     | 1957    |
| Onésimo Díaz López           | 1958    |
| Felipe Chong Cortes          | 1959    |
| Francisco Hernández Martínez | 1960    |
| Moisés Cortes Guzmán         | 1961    |

- Agentes Municipales

| Nombre                                             | Período   | Nombre                       | Período   |
| -------------------------------------------------- | --------- | ---------------------------- | --------- |
| Donaciano Cortes                                   | 1962      | Bertrán Cortes Ortiz         | 2003      |
| Alfonso Escobar Ortiz                              | 1963      | Gabriel Reyes Santos         | 2004      |
| Edmundo Rey Rueda Cortes                           | 1964      | Florencio Francisco Martínez | 2005      |
| Antonio Ríos Marcial                               | 1965      | Francisco Pedro Reyes        | 2006      |
| Florentino Gazga Espinoza                          | 1966      | Eulogio Medrano Herrera      | 2007      |
| Ricardo Alonso Escobar                             | 1967      | Wilfrido Cortes García       | 2008      |
| Bulmaro Toledo Chong                               | 1968      | Jaime Fuentes Cortes         | 2009      |
| Leopoldo Díaz López                                | 1969      | Gaspar Díaz Reyes            | 2010-2011 |
| Francisco Gazga Avendaño                           | 1970      | Faustino Alonso Ortiz        | 2012      |
| Abraham Cortez Guzmán                              | 1971      | Urlando Peres José           | 2013      |
| Jesús Maldonado Chong                              | 1972      | Jesús Peres Orozco           | 2014      |
| Anselmo López Santiago                             | 1973      | Reginaldo Gonzaga Ortiz      | 2015      |
| Lucio Ramírez Baltazar                             | 1974      | Lorenzo Jiménez Figueroa     | 2016      |
| Nicasio Espinosa Gazga                             | 1975      | Alberto Hernández Toral      | 2017      |
| Baldomero Guzmán Alonso                            | 1976      |                              | 2018      |
| Perfecto Gonzaga Marroquín                         | 1977      |                              |           |
| Abel Pérez Martínez                                | 1978      |                              |           |
| Delfino Alonso Escobar                             | 1979      |                              |           |
| Orlando Chong Álvarez                              | 1980      |                              |           |
| Constantino Alonso Escobar                         | 1981      |                              |           |
| Roberto Gazga Pérez                                | 1982      |                              |           |
| Juventino Ortiz Flores                             | 1983      |                              |           |
| Hernestino Hernández Gasga                         | 1984      |                              |           |
| Hernestino Hernández Gasga- Cutberto Gasga Álvarez | 1985      |                              |           |
| Guillermo Cortes García                            | 1986-1987 |                              |           |
| Alejandro Gasga Rueda                              | 1987-1988 |                              |           |
| Margarito Maldonado Guzmán                         | 1988-1989 |                              |           |
| Adalberto Diego Espino                             | 1989-1990 |                              |           |
| Eufrocino Cortes Gasga                             | 1990-1991 |                              |           |
| Alejandro Guzmán Peres                             | 1991-1992 |                              |           |
| Alfonso Canseco Peres                              | 1992-1994 |                              |           |
| Protacio Gasga Peres                               | 1995      |                              |           |
| Hermelindo Peres José                              | 1996      |                              |           |
| Jaime López Guzmán                                 | 1997      |                              |           |
| Lucino Hernández Gasga                             | 1998      |                              |           |
| Roberto Ríos Cortes                                | 1999      |                              |           |
| Faustino Olivera Cruz                              | 2000      |                              |           |
| Benito Ríos Gasga                                  | 2001      |                              |           |
| Guillermo Francisco Marcelino                      | 2002      |                              |           |

### Imágenes

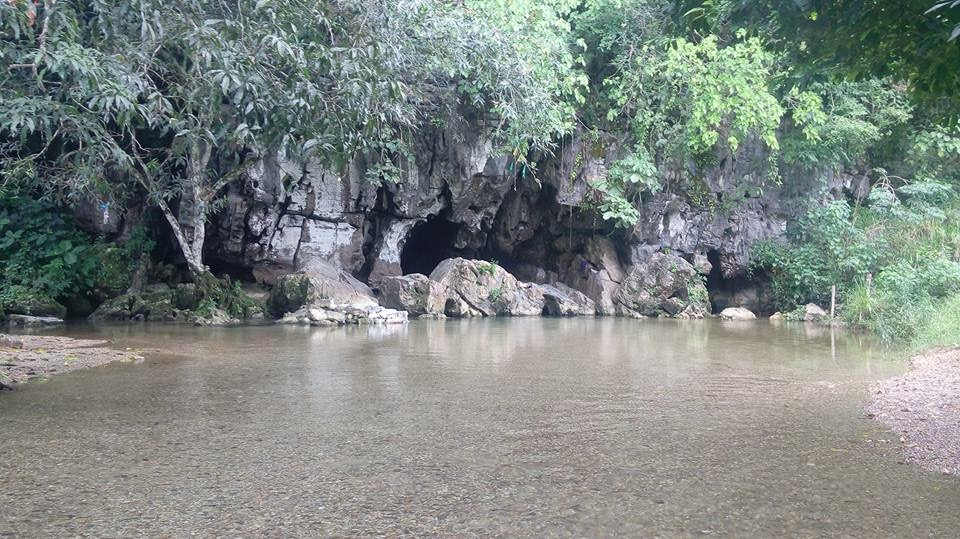
Hermosa cueva de San Miguel
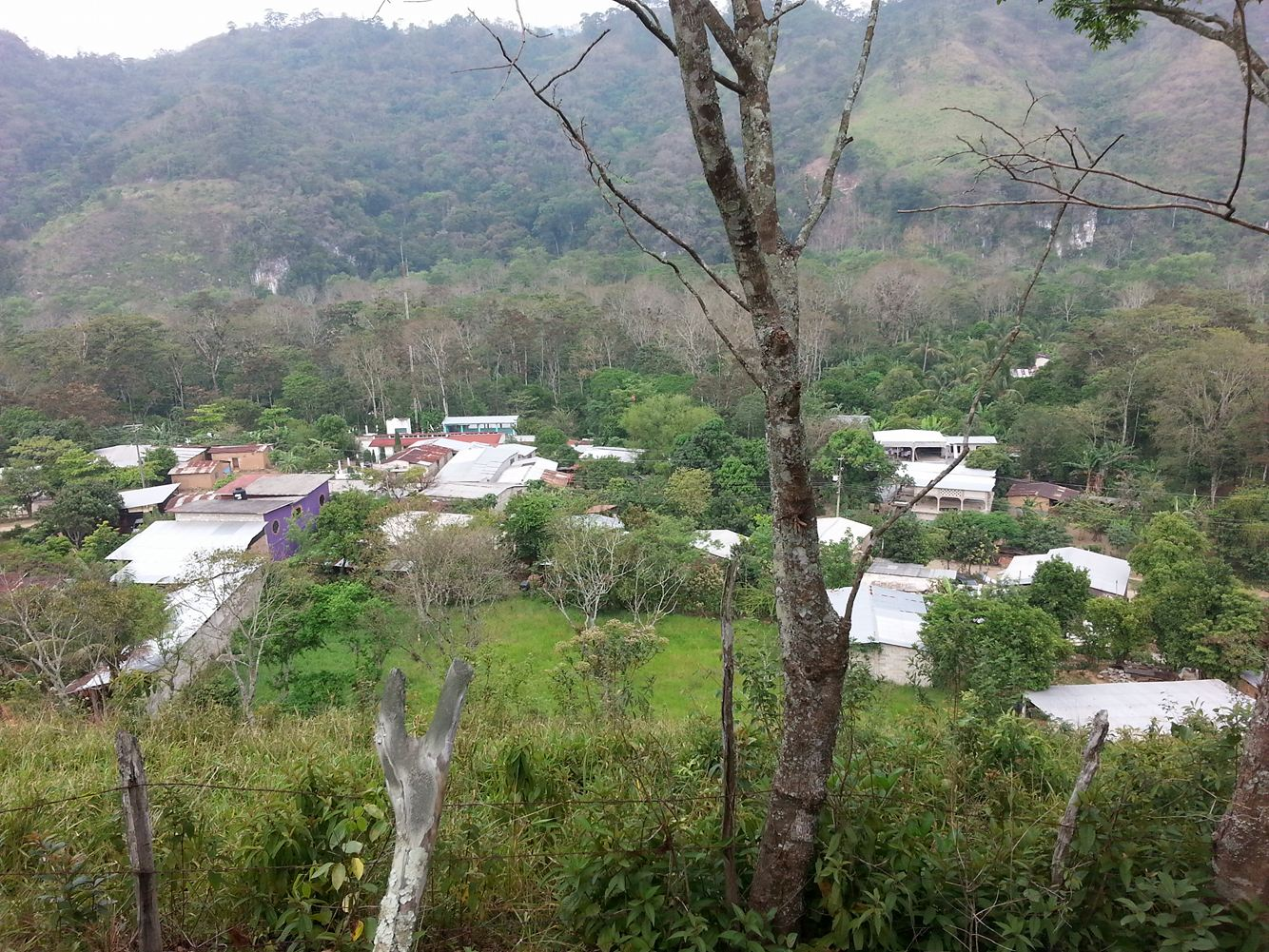
Vista desde el Cerro
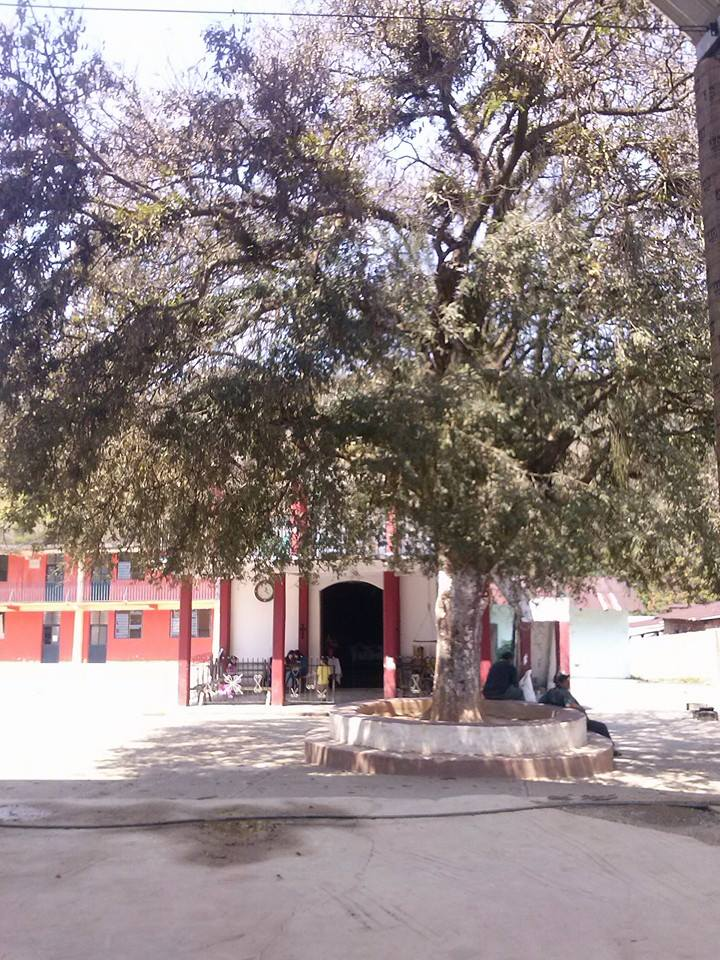
Iglesia católica
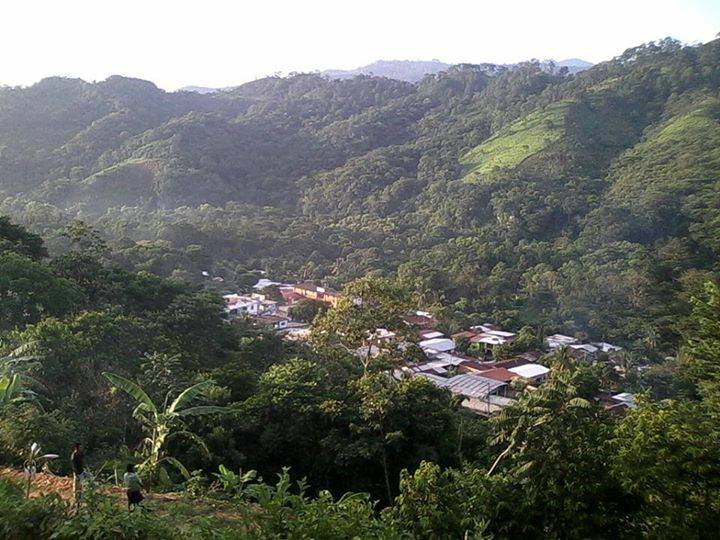
paisaje de San Miguel
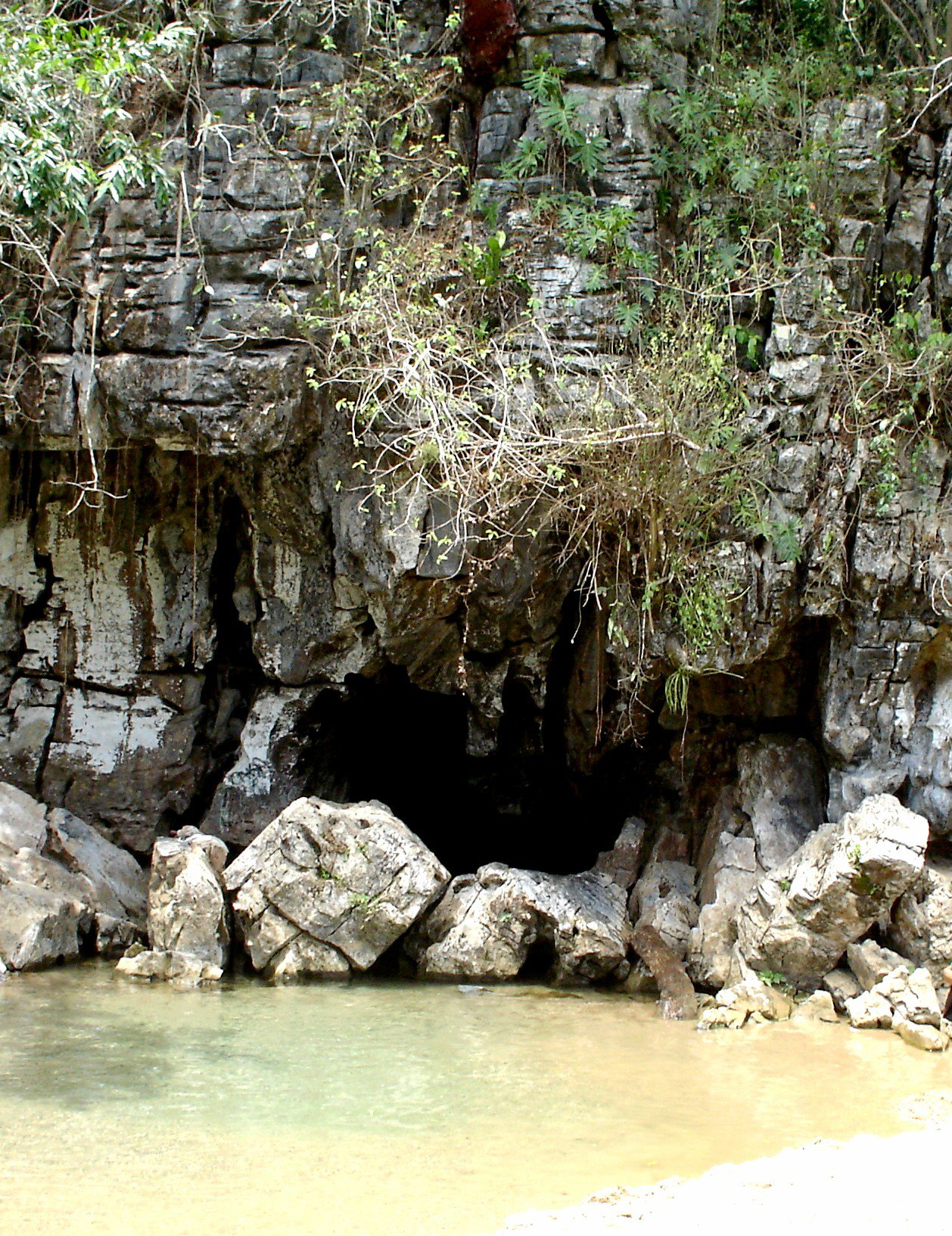
Entrada a la cueva de San Miguel
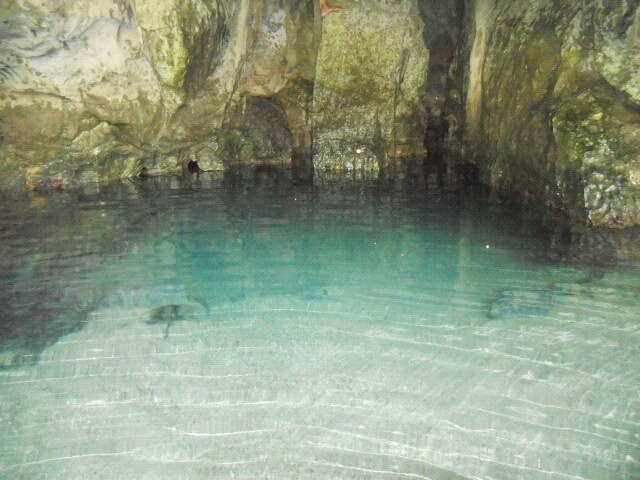
Agua cristalina de la Cueva de San Miguel
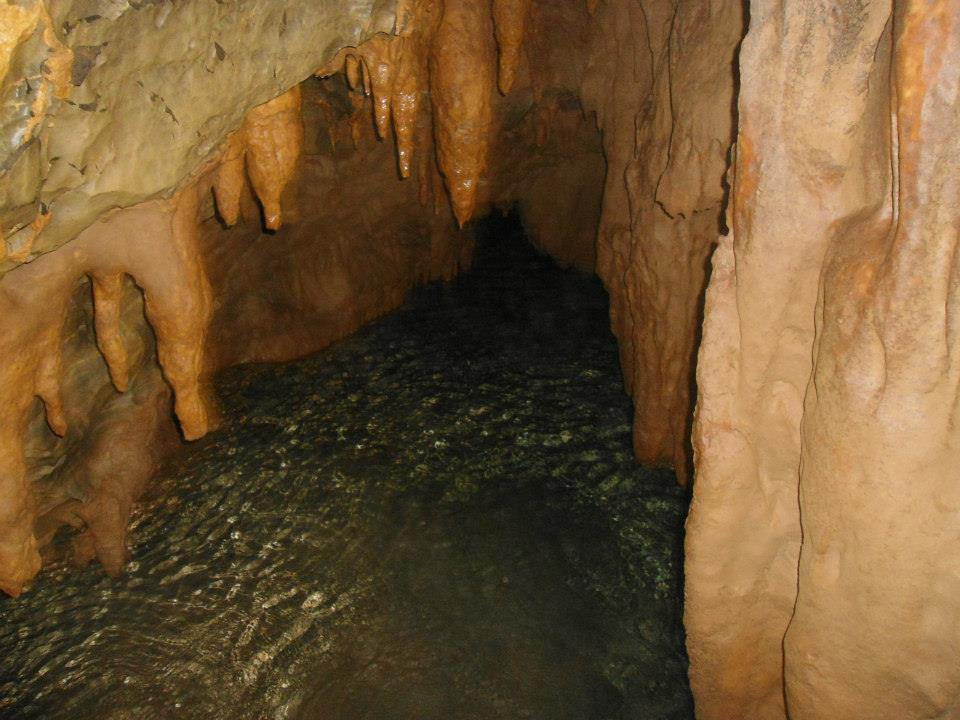
Pasadizos de la Cueva Obscura de San Miguel
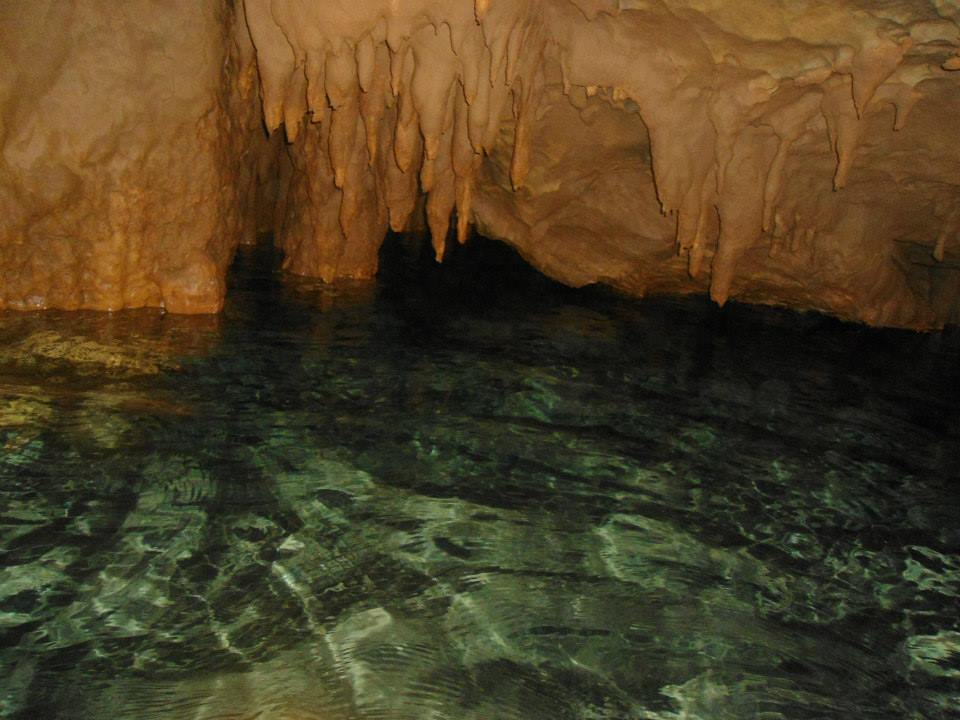
Hermosa Cueva obscura en San Miguel